# Тернопіль вечірній
«Тернопіль вечірній» — міський громадсько-політичний часопис Тернополя.

## Історія
Газета заснована у м. Тернополі 1990. Співзасновники — Тернопільська міська рада і трудовий колектив; виходила двічі на тиждень, згодом — тижневик.
Перший випуск газети вийшов тиражем 15 тис. примірників, а вже сьомий — 30000! За рік наклад зріс до 50 тисяч. Найбільший наклад — 90 тис. примірників (1992); 2007 — близько 3 тис. примірників.
Як згадує перший редактор часопису Степан Слюзар
|  | ...після виходу історичного п'ятого числа «ТВ», коли у друкованому органі МК КПУ на першій сторінці з'явилися слова і ноти національного Гімну України. Місцева влада явно не реагувала. Для ЦК КПУ це була «бомба», і звідти моментально надійшла вказівка «газету закрити». Але, зважаючи на величезну підтримку, яку мало видання серед населення, і що цей крок міг викликати широкий резонанс, київські «вожді» вирішили обмежитися покаранням редактора і «профілактичною» роботою в журналістському колективі, чого тернопільські керівники не зробили. |

Центральне розвідувальне управління США в  2025 році оприлюднило документ, в якому йдеться про напад інопланетян на радянських військових, що стався у 1989 або 1990 році. Цікаво, що ЦРУ доповідало про бій радянських військ з прибульцями на основі публікації в газеті “Тернопіль Вечірній”.

## Редактори
| Прізвище, ім'я             | Роки                         | Фото |
| Степан Слюзар              | березень 1990 — жовтень 1991 |      |
| Олександр Вільчинський     | 1991–1998, 2000–2002         |      |
| Іван Єлагін                | 1998–2000                    |      |
| Василь Томин               | 2002–2006                    |      |
| Володимир Вересюк          | 2006–200?                    |      |
| Святослав Півторак         |                              |      |
| Любов Гадомська (т. в. о.) |                              |      |
| Володимир Андріїшин        |                              |      |
| Інна Сирник                |                              |      |
| Тетяна Чайковська          | з червня 2019                |      |

### Журналісти

#### Працюють
| Прізвище, ім'я  | Фах, посада                   | Роки праці | Фото |
| Олег Лівінський | заступник головного редактора |            |      |
| Іван Пшоняк     | фотокореспондент              | від 2001   |      |

#### Працювали
| Прізвище, ім'я       | Фах, посада                                               | Роки праці      | Фото |
| Євген Бартків        |                                                           |                 |      |
| Ярослав Буяк         | фотокореспондент, політичний оглядач, заступник редактора | 1990–1991, 2009 |      |
| Богдан Мельничук     |                                                           |                 |      |
| Арсен Паламар        |                                                           |                 |      |
| Ярослав Гулько       | кореспондент                                              | 1992–2009       |      |
| Олександр Гадомський |                                                           | 1990–2006       |      |
| Григорій Грещук      | редактор відділу                                          | 1990–1994       |      |
| Ігор Гулик           |                                                           |                 |      |
| Олег Клочак          | випусковий редактор, відповідальний секретар              | 1994–1997       |      |
| Василь Ковальчук     |                                                           | 1990            |      |
| Борис Сінкевич       |                                                           |                 |      |
| Тетяна Тарасенко     | оглядач                                                   | 1990–1994       |      |
| Володимир Фроленков  |                                                           |                 |      |
| Володимир Ханас      | оглядач, редактор відділу                                 | 1993–1996       |      |
| Микола Василечко     | фотокореспондент                                          | 2008            |      |
| Яніна Чайківська     |                                                           |                 |      |
| Валентина Мороз      |                                                           |                 |      |
| Василь Ковальчук     |                                                           | 1990-1991       |      |
| Ганна Макух          |                                                           | 1990            |      |
| Євгенія Бридун       |                                                           |                 |      |
| Марія Клачинська     |                                                           |                 |      |
| Богдан Приймак       |                                                           |                 |      |
| Михайло Цибулько     |                                                           |                 |      |
| Володимир Тарасенко  |                                                           |                 |      |
| Світлана Клос        |                                                           |                 |      |
| Іван Дацюк           |                                                           |                 |      |
| Василь Гетьман       |                                                           |                 |      |
| Оксана Васильєва     |                                                           |                 |      |
| Тетяна Головко       |                                                           | 1990-1991       |      |
| Марія Драбишинець    |                                                           |                 |      |
| Галина Кулинич       |                                                           |                 |      |
| Тарас Савчук         | відповідальний секретар                                   | 2008-2011       |      |